# Johan Schulenborgh
Johan Schulenborgh (?-1692) was een uit Groningen afkomstige regent. Schulenborgh was jurist, diplomaat en afgevaardigde van Stad en Lande voor de Staten-Generaal der Nederlanden.

## Vroege jaren
Schulenborgh werd ingeschreven als student in de filosofie aan de Universiteit Groningen in 1624/1625. In 1652 vaardigden de Staten van Groningen hem af als vertegenwoordiger van de Groningse Staten in de Staten-Generaal der Nederlanden in Den Haag. Als afgevaardigde speelde Schulenborgh een rol bij de onderhandelingen in Maastricht met Spanje over Overmaze, wat leidde tot het Partagetraktaat in 1661, en over de gebieden rond de Eems met George Christiaan van Oost-Friesland.
In 1661 speelde Schulenborgh een belangrijke rol in het tot stand komen van de Vrede van Den Haag als voorzitter van het onderhandelingscomité. De vrede regelde dat de Republiek de kolonie Nieuw Holland in Brazilië zou afstaan aan Portugal (waar ze eerder op veroverd was). Portugal zou als wederdienst jarenlang herstelbetalingen in goud voldoen aan de Republiek voor de geleden investeringsschade aan infrastructuur en inkomsten. Over de vrede bestond grote onenigheid in de verschillende Staten van de Republiek. Vier van de zeven provinciën (Groningen, Utrecht, Gelderland en Zeeland) waren tegen de voorgestelde vrede.
De verstandhouding tussen Schulenborgh en de regenten in Groningen was slecht. De regenten aanvaardden hem, maar respecteerden hem niet. Als ingezetene van de Stad Groningen moest Schulenborgh op zoek naar andere vrienden. De regenten van de Stad Groningen verordonneerden dat alle goederen uit de Ommelanden, de levensbron van de stad, verhandeld zouden worden op de markt in de stad. Medestanders voor zijn politiek vond hij in de ontevreden gildes van de Stad Groningen en de inwoners van de Ommelanden.

## Onenigheid
Met zijn tegenstrijdige opvattingen maakte hij veel vijanden onder de regenten in de Stad Groningen. Dit leidde ertoe dat Schulenborgh in 1661 zijn zetel in de gezworen meente van Groningen en daarmee ook in de Staten-Generaal verloor, nadat hij was beschuldigd van omkoping door Portugal inzake de Vrede van Den Haag. Een aantijging vanwege verduistering van geld tegen hem bleef onbewezen. Ook had Schulenborgh zich niet gehouden aan de opdracht die de Staten van Stad en Lande aan hem hadden meegegeven omtrent de vrede met Portugal. De Staten waren namelijk fel tegen het afstaan van Nieuw Holland aan de Portugezen.
Een uitvoerig geschreven verdediging door Johan de Witt hielp niet om de eer van Schulenborgh te redden. Om zijn eer en zetel terug te krijgen schakelde Schulenborgh zijn vrienden bij de gilden van de Stad Groningen in om druk uit te oefenen op de regenten van de Stad Groningen. In 1662 braken er rellen uit in Groningen en het stadsbestuur was gedwongen Schulenborgh weer in ere te herstellen. Om wraak te nemen op Schulenborgh schakelde het stadsbestuur stadhouder Willem Frederik van Nassau-Dietz in. De stadhouder kwam met een leger eind 1662 als een verrassing voor de opgehitste burgerij in Groningen aan. In begin 1663 brak de stadhouder de macht van de gilden en daarmee de burgerij en werden de regenten de absolute heersers over Groningen. De stadhouder liet de bezittingen van Schulenborgh in beslag nemen. De schuldigen van het oproer werden gevangengezet of kwamen onder huisarrest te staan. Een zeer partijdige rechtbank veroordeelde Schulenborgh en andere beklaagden voor het burgeroproer in de zomer van 1662 ter dood. Schulenborgh en een paar medestanders wisten met veel geluk de stad te ontvluchten.

## Ballingschap
Schulenborgh werd onder huisarrest gesteld, maar wist zijn bezittingen voortijdig te verplaatsen. De dag dat hij zou worden meegenomen naar de gevangenis vonden de soldaten niemand. Hij was de dag ervoor de stad ontvlucht, verkleed in vrouwenkleren. Via Bremen vluchtte hij naar het prinsbisdom Münster.
In Münster hoopte Schulenborgh wraak te kunnen nemen op zijn vijanden in Groningen. Hij werd in Münster opgevangen door de bisschop, Bernard von Galen, en kwam als raadsheer Oost-Friese zaken in zijn dienst. Vanuit Münster bleef Schulenborgh tegen zijn veroordelingen strijden en publiceerde onder andere het pamflet Prodomus Schulenburgicae defensionis waarin hij zich verdedigde tegen de aantijgingen die tegen hem waren gedaan.
Het is onbekend welke bijdragen Schulenborgh leverde aan de invasie van de Republiek door het prinsbisdom Münster in het rampjaar 1672. Wel is bekend dat de bisschop een aantal steden in het noorden van de Republiek, waaronder Groningen, zwaar belegerde dat jaar; hieraan dankte hij zijn bijnaam "Bommen Berend".
Schulenborgh diende de bisschop tot diens dood in 1678 waarna hij zich zonder problemen in Den Haag vestigde en een rustig gezinsleven leidde in de gegoede kringen. Johan Schulenborgh overleed op 14 augustus 1692 in Den Haag en ligt begraven in de Nieuwe Kerk aldaar.

## Naamsvarianten
In verschillende documenten wordt de naam van Johan Schulenborgh anders geschreven. Varianten zijn:

Johan Schulenborgh, Johan Schulenburch, Johan Schulenborgh, Johan Schulenborch, Johan Schuylenburgh, Johan Schuylenburch, Johan Schuylenborgh, Johan Schuylenborch, Johan Schuilenburgh, Johan Schuilenburch, Johan Schuilenborgh, Johan Schuilenborch, Joan Schulenborgh, Joan Schulenburch, Joan Schulenborgh, Joan Schulenborch, Joan Schuylenburgh, Joan Schuylenburch, Joan Schuylenborgh, Joan Schuylenborch, Joan Schuilenburgh, Joan Schuilenburch, Joan Schuilenborgh, Joan Schuilenborch.